# Belgian Mountainbike Challenge
De Belgian Mountainbike Challenge, ook gekend onder de afkorting BeMC, is een 4-daagse mountainbikewedstrijd in België, die sinds 2012 in mei verreden wordt in en om La Roche-en-Ardenne. Met 260 km en 8000 hoogtemeters is het de zwaarste MTB-wedstrijd van de Benelux. De BeMC is een van de populairste meerdaagse wedstrijden in West-Europa en is vaak op enkele dagen uitverkocht.
De eerste 7 edities bestonden uit drie marathonritten. Sinds 2019 bestaat de wedstrijd uit 4 etappes, een tijdrit en 3 marathonritten.
De wedstrijd heeft sinds 2016 de internationale XCS S1-status van de UCI.

## Edities

### 2023
| Rit | Datum  | Goud                   | Zilver             | Brons              | Leider          |
| --- | ------ | ---------------------- | ------------------ | ------------------ | --------------- |
| 1   | 18 mei | BEL Frans Claes        | SUI Simon Vitzthum | BEL Simon Grégoire | BEL Frans Claes |
| 2   | 19 mei | SUI Simon Vitzthum     | BEL Frans Claes    |                    | BEL Frans Claes |
| 3   | 20 mei | RSA Tristan Nortje     |                    |                    | BEL Frans Claes |
| 4   | 21 mei | CAN Andrew L’Esperance | RSA Tristan Nortje | BEL Frans Claes    | BEL Frans Claes |

Podium
- BEL Frans Claes
- CAN Andrew L’Esperance
- RSA Tristan Nortje

### 2022
| Rit | Datum  | Goud               | Zilver             | Brons              | Leider             |
| --- | ------ | ------------------ | ------------------ | ------------------ | ------------------ |
| 1   | 19 mei | NED Hans Becking   | BEL Laurens Sweeck | BEL Wout Alleman   | NED Hans Becking   |
| 2   | 20 mei | BEL Laurens Sweeck | BEL Jens Adams     | NED Hans Becking   | BEL Laurens Sweeck |
| 3   | 21 mei | BEL Wout Alleman   | NED Hans Becking   | BEL Laurens Sweeck | NED Hans Becking   |
| 4   | 22 mei | BEL Wout Alleman   | NED Hans Becking   | BEL Laurens Sweeck | NED Hans Becking   |

Podium
- NED Hans Becking
- BEL Laurens Sweeck
- BEL Wout Alleman

### 2019
| Rit | Datum  | Goud                     | Zilver           | Brons               | Leider                   |
| --- | ------ | ------------------------ | ---------------- | ------------------- | ------------------------ |
| 1   | 9 mei  | NED Mathieu van der Poel | NED Hans Becking | BEL Quinten Hermans | NED Mathieu van der Poel |
| 2   | 10 mei | NED Mathieu van der Poel | NED Hans Becking | BEL Quinten Hermans | NED Mathieu van der Poel |
| 3   | 11 mei | NED Mathieu van der Poel | NED Hans Becking | BEL Timo Kielich    | NED Mathieu van der Poel |
| 4   | 12 mei | NED Mathieu van der Poel | NED Hans Becking | BEL Wout Alleman    | NED Mathieu van der Poel |

Podium
- NED Mathieu van der Poel
- NED Hans Becking
- BEL Frans Claes

### 2018
| Rit | Datum  | Goud                 | Zilver              | Brons               | Leider           |
| --- | ------ | -------------------- | ------------------- | ------------------- | ---------------- |
| 1   | 11 mei | LUX Sören Nissen     | NED Robbert de Nijs | BEL Frans Claes     | LUX Sören Nissen |
| 2   | 12 mei | AUT Christoph Soukup | LUX Sören Nissen    | NED Robbert de Nijs | LUX Sören Nissen |
| 3   | 13 mei | LUX Sören Nissen     | BEL Frans Claes     | BEL Wietse Bosmans  | LUX Sören Nissen |

Podium
- LUX Sören Nissen
- BEL Frans Claes
- NED Robbert de Nijs

### 2017
| Rit | Datum  | Goud                     | Zilver                   | Brons              | Leider                   |
| --- | ------ | ------------------------ | ------------------------ | ------------------ | ------------------------ |
| 1   | 12 mei | NED Mathieu van der Poel | DEN Sören Nissen         | BEL Frans Claes    | NED Mathieu van der Poel |
| 2   | 13 mei | NED Mathieu van der Poel | NED Hans Becking         | POR Tiago Ferreira | NED Mathieu van der Poel |
| 3   | 14 mei | NED Hans Becking         | NED Mathieu van der Poel | DEN Sören Nissen   | NED Mathieu van der Poel |

Podium
- NED Mathieu van der Poel
- DEN Sören Nissen
- POR Tiago Ferreira

### 2016
| Rit | Datum  | Goud               | Zilver                   | Brons             | Leider             |
| --- | ------ | ------------------ | ------------------------ | ----------------- | ------------------ |
| 1   | 13 mei | POR Tiago Ferreira | COL Hector Leonardo Paez | BEL Wout Alleman  | POR Tiago Ferreira |
| 2   | 14 mei | POR Tiago Ferreira | DEN Sören Nissen         | BEL Wout Alleman  | POR Tiago Ferreira |
| 3   | 15 mei | POR Tiago Ferreira | BEL Wout Alleman         | BEL Robby De Bock | POR Tiago Ferreira |

Podium
- POR Tiago Ferreira
- BEL Wout Alleman
- BEL Joris Massaer

### 2015

#### Mannen
| Rit | Datum  | Goud                | Zilver                | Brons               | Leider           |
| --- | ------ | ------------------- | --------------------- | ------------------- | ---------------- |
| 1   | 15 mei | DEN Sören Nissen    | BEL Sébastien Carabin | BEL Frans Claes     | DEN Sören Nissen |
| 2   | 16 mei | DEN Sören Nissen    | BEL Sébastien Carabin | RUS Alexey Medvedev | DEN Sören Nissen |
| 3   | 17 mei | RUS Alexey Medvedev | BEL Sébastien Carabin | BEL Frans Claes     | DEN Sören Nissen |

Podium
- DEN Sören Nissen
- BEL Sébastien Carabin
- BEL Frans Claes

### 2014

#### Mannen
| Rit | Datum  | Goud                  | Zilver            | Brons             | Leider                |
| --- | ------ | --------------------- | ----------------- | ----------------- | --------------------- |
| 1   | 16 mei | BEL Tom Meeusen       | BEL Jim Aernouts  | NED Bas Peters    | BEL Tom Meeusen       |
| 2   | 17 mei | BEL Sébastien Carabin | BEL Robby De Bock | BEL Tom Meeusen   | BEL Tom Meeusen       |
| 3   | 18 mei | BEL Sébastien Carabin | BEL Tom Meeusen   | BEL Robby De Bock | BEL Sébastien Carabin |

Podium
- BEL Sébastien Carabin
- BEL Tom Meeusen
- NED Bas Peters

#### Vrouwen
| Rit | Datum  | Goud               | Zilver             | Brons              | Leider             |
| --- | ------ | ------------------ | ------------------ | ------------------ | ------------------ |
| 1   | 16 mei | BEL Githa Michiels | SWE Asa Erlandsson |                    | BEL Githa Michiels |
| 2   | 17 mei | BEL Githa Michiels | BEL Alice Pirard   | SWE Asa Erlandsson | BEL Githa Michiels |
| 3   | 18 mei | BEL Githa Michiels | BEL Alice Pirard   | SWE Asa Erlandsson | BEL Githa Michiels |

Podium
- BEL Githa Michiels
- BEL Alice Pirard
- SWE Asa Erlandsson

### 2013

#### Mannen
| Rit | Datum  | Goud                    | Zilver            | Brons                | Leider                  |
| --- | ------ | ----------------------- | ----------------- | -------------------- | ----------------------- |
| 1   | 10 mei | NED Thijs van Amerongen | BEL Joris Massaer | BEL Kris Henderieckx | NED Thijs van Amerongen |
| 2   | 11 mei | NED Thijs van Amerongen | BEL Joris Massaer | NED Bas Peters       | NED Thijs van Amerongen |
| 3   | 12 mei | BEL Bart Van Hecke      | NED Bas Peters    | BEL Joris Massaer    | NED Thijs van Amerongen |

Podium
- NED Thijs van Amerongen
- BEL Joris Masaer
- NED Bas Peters

#### Vrouwen
| Rit | Datum  | Goud             | Zilver                   | Brons            | Leider           |
| --- | ------ | ---------------- | ------------------------ | ---------------- | ---------------- |
| 1   | 10 mei | BEL Inne Gantois | BEL Isabel Van de Voorde | BEL Sara Mertens | BEL Inne Gantois |
| 2   | 11 mei | BEL Sara Mertens | BEL Isabel Van de Voorde | BEL Inne Gantois | BEL Inne Gantois |
| 3   | 12 mei |                  |                          |                  | BEL Inne Gantois |

Podium
- BEL Inne Gantois
- BEL Sara Mertens
- BEL Kristien Achten

### 2012

#### Mannen
| Rit | Datum  | Goud              | Zilver                | Brons                   | Leider            |
| --- | ------ | ----------------- | --------------------- | ----------------------- | ----------------- |
| 1   | 26 mei | BEL Jimmy Tielens | BEL Joris Massaer     | NED Bas Peters          | BEL Jimmy Tielens |
| 2   | 27 mei | BEL Jimmy Tielens | BEL Nicolas Vermeulen | NED Thijs van Amerongen | BEL Jimmy Tielens |
| 3   | 28 mei | NED Bas Peters    | BEL Jimmy Tielens     | BEL Joris Massaer       | BEL Jimmy Tielens |

Podium
- BEL Jimmy Tielens
- BEL Nicolas Vermeulen
- NED Bas Peters